# Sven Israelsson
Sven Israelsson (Järna, 17 gennaio 1920 – Järna, 9 ottobre 1989) è stato un combinatista nordico svedese.

## Palmarès

### Olimpiadi
- 1 medaglia:
  - 1 bronzo (combinata nordica a Sankt Moritz 1948).